# Ouled Driss
Ouled Driss (în arabă أولاد ادريس) este o comună din provincia Souk Ahras, Algeria.
Populația comunei este de 11.303 locuitori (2008).